# 1951년 대한민국의 영화 목록
다음은 1951년에 제작된 대한민국의 영화 목록이다.

## 목록
- 《내가 넘은 38선》
- 《삼천만의 꽃다발》
- 《육군포병학교》

## 참고자료
- KOFIC 영화데이터베이스